# Charles de Noyelle

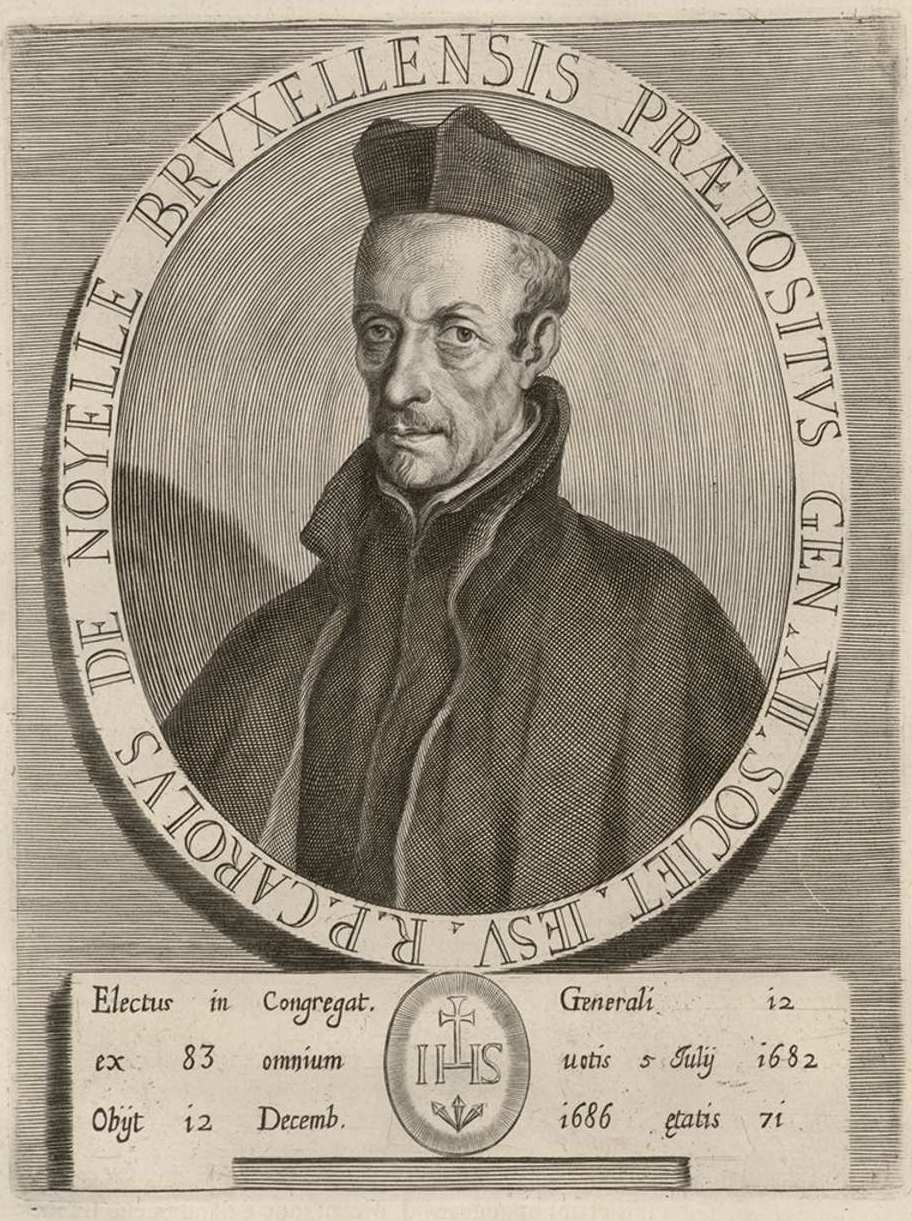
Charles de Noyelle

Charles de Noyelle (* 28. Juli 1615 in Brüssel; † 12. Dezember 1686 in Rom) war der 12. General der Societas Jesu.

## Leben
Als Giovanni Paolo Oliva, der 11. General des Ordens, am 26. November 1681 starb, wählte die Generalversammlung des Ordens am 5. Juli 1682 de Noyelle zum 12. General.
Im Alter von 71 Jahren starb Charles de Noyelle am 12. Dezember 1686 in Rom.